# Кирдода Семен Єгорович
Семен Єгорович Кирдода (15 листопада 1900, село Гельмязів, тепер Золотоніського району Черкаської області — 23 липня 1988, Київ) — український радянський аграрій, директор Іллінецької селекційно-дослідної станції Іллінецького району Вінницької області. Депутат Верховної Ради УРСР 3-го скликання.

## Біографія
Народився в родині селянина-бідняка. Трудову діяльність розпочав у 1913 році наймитом у заможного селянина. З 1913 по 1916 рік навчався у Гельмязівській сільській школі на Полтавщині.
У 1916 році переїхав у Забайкалля до брата, працював на залізниці у паровозному депо міста Чити. Під час панування адмірала Колчака в Сибіру Семен Кирдода став активним учасником більшовицького підпілля.
Потім служив у Червоній армії рядовим бійцем та інструктором політичного відділу, брав участь у боротьбі за встановлення радянської влади у Іркутську та Читі.
Член РКП(б) з 1920 року.
З 1922 року — секретар партійної організації, а потім голова комуни «Іскра» в селі Гельмязів на Полтавщині. Був одним із організаторів комітетів незаможних селян (комнезамів).
У 1920-х роках працював секретарем волосного, а потім Гельмязівського районного комітету КП(б)У.
З 1929 року — студент Московської сільськогосподарської академії імені Тимірязєва. Був одним із учнів та послідовників академіка Василя Вільямса.
Після закінчення навчання очолив Тростянецький бурякорадгосп Харківської області. За дорученням академіка Вільямса запроваджував у бурякорадгоспі травопільну систему землеробства. Радгосп збирав по 35 центнерів озимої і ярої пшениці, по 450 центнерів буряків із гектара на перетворених за допомогою багаторічних трав ґрунтах.

Могила Семена Кирдоди, Байкове кладовище

Під час німецько-радянської війни перебував у евакуації в східних районах СРСР, працював директором радгоспів у Сталінградській області РРФСР та Північно-Казахстанській області Казахської РСР. У 1944 році повернувся в Українську РСР.
З 1944 року — директор садівничого радгоспу «Білки» села Білки Ситковецького району Вінницької області.
З 1950 року — директор Іллінецької селекційно-дослідної станції Іллінецького району Вінницької області. Був автором декількох патентів щодо способів обробки посівів сільськогосподарських культур.
Помер на 88-му році життя 23 липня 1988 року. Похований разом з родиною у Києві, на Байковому кладовищі (ділянка № 33, 50°25′3.8″ пн. ш. 30°30′4.6″ сх. д. / 50.417722° пн. ш. 30.501278° сх. д.).

## Нагороди
- орден Трудового Червоного Прапора (23.01.1948)
- ордени
- медалі
- заслужений агроном Української РСР (16.09.1969)